# Elaphria agyra
Elaphria agyra är en fjärilsart som beskrevs av Druce 1890. Elaphria agyra ingår i släktet Elaphria och familjen nattflyn. Inga underarter finns listade i Catalogue of Life.